# Martin Cullen

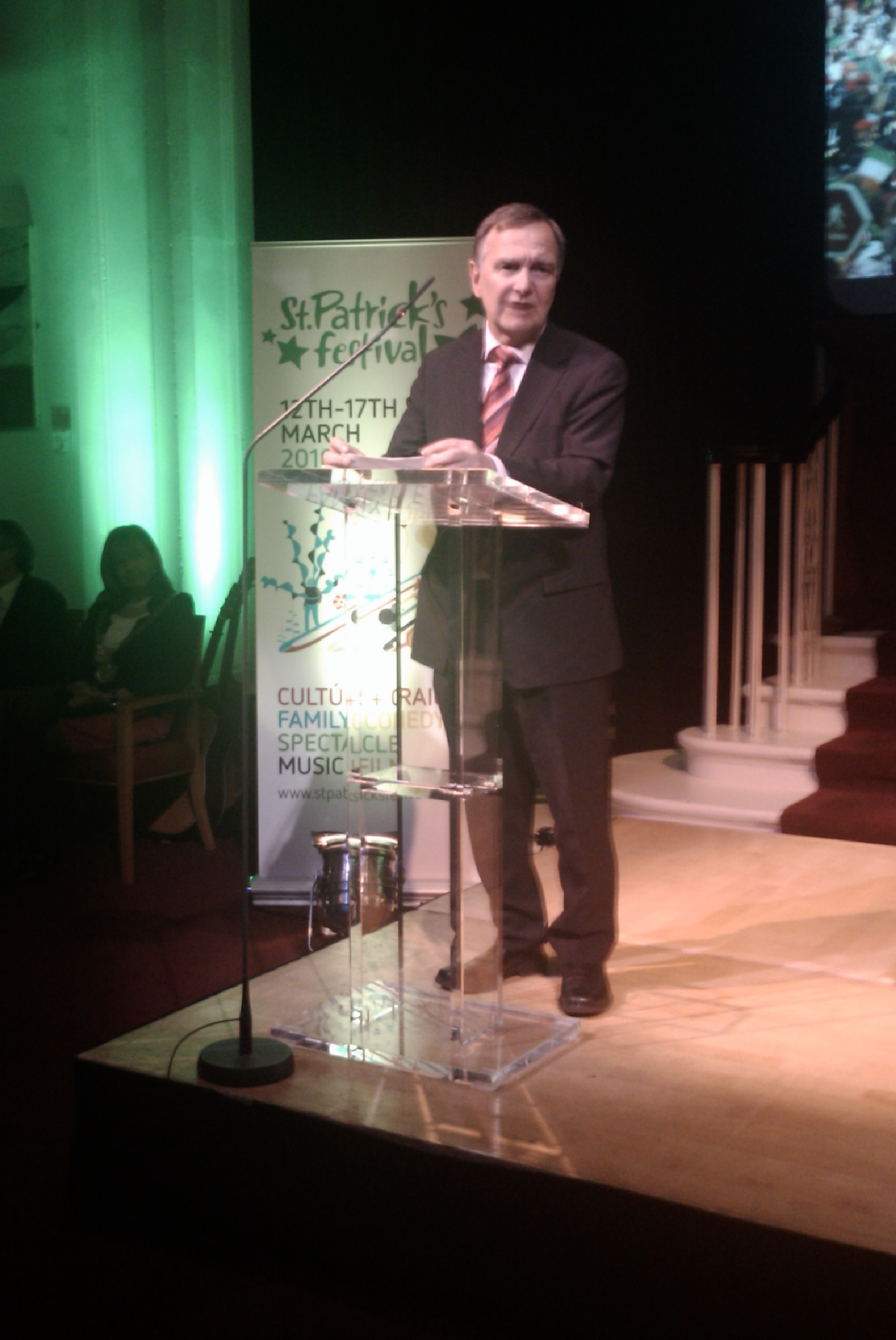
Martin Cullen (Februar 2010)

Martin Cullen (irisch Máirtín Ó Cuilinn, * 2. November 1954 in Waterford, County Waterford) ist ein ehemaliger irischer Politiker und früherer Minister in mehreren Ressorts, zuletzt dem für Kunst, Sport und Tourismus.
Cullen besuchte das Educated Waterpark College und das Waterford Regional Technical College (heute: Waterford Institute of Technology). 1987 wurde er für die Progressive Democrats erstmals in den Dáil Éireann gewählt und gehörte von 1989 bis 1992 dem Seanad Éireann an. Daneben war Cullen von 1991 bis 1997 Mitglied des Stadtrats von Waterford (Waterford City Council) und bekleidete in dieser Zeit das Amt des Bürgermeisters von 1993 bis 1994. In der Vergangenheit übten sein Vater und sein Großvater ebenfalls das Bürgermeisteramt aus. 1992 erfolgte Cullens erneute Wahl in den Dáil Éireann. Zugleich wurde er Staatsminister im Finanzministerium. In der ersten Hälfte der 1990er-Jahre trat Cullen aufgrund seiner zunehmenden Unzufriedenheit mit der Parteivorsitzenden Mary Harney aus der Partei aus und wechselte zur Fianna Fáil. 2002 wurde Staatsminister Cullen als Umweltminister (Minister for the Environment, Heritage and Local Government) erstmals Kabinettsmitglied. Im September 2004 erfolgte sein Wechsel auf den Posten des Verkehrsministers. Nach den Wahlen 2007 wechselte Cullen auf den Posten des Sozial- und Familienministers, bevor er im Mai 2008 im Kabinett des neuen Taoiseach Brian Cowen Minister für Kunst, Sport und Tourismus (Minister for Arts, Sports and Tourism) wurde. Am 8. März 2010 kündigte Cullen aus Gesundheitsgründen seinen Rücktritt als Minister und Parlamentsabgeordneter an und schied am 23. März im Zuge einer Kabinettsumbildung aus der Regierung und dem Parlament aus.
Cullen ist geschieden; er wurde Vater dreier Söhne und einer Tochter. 